# Kötschdorf
Kötschdorf ist ein Ortsteil der oberpfälzischen Marktgemeinde Wernberg-Köblitz im Landkreis Schwandorf des Regierungsbezirks Oberpfalz im Freistaat Bayern.

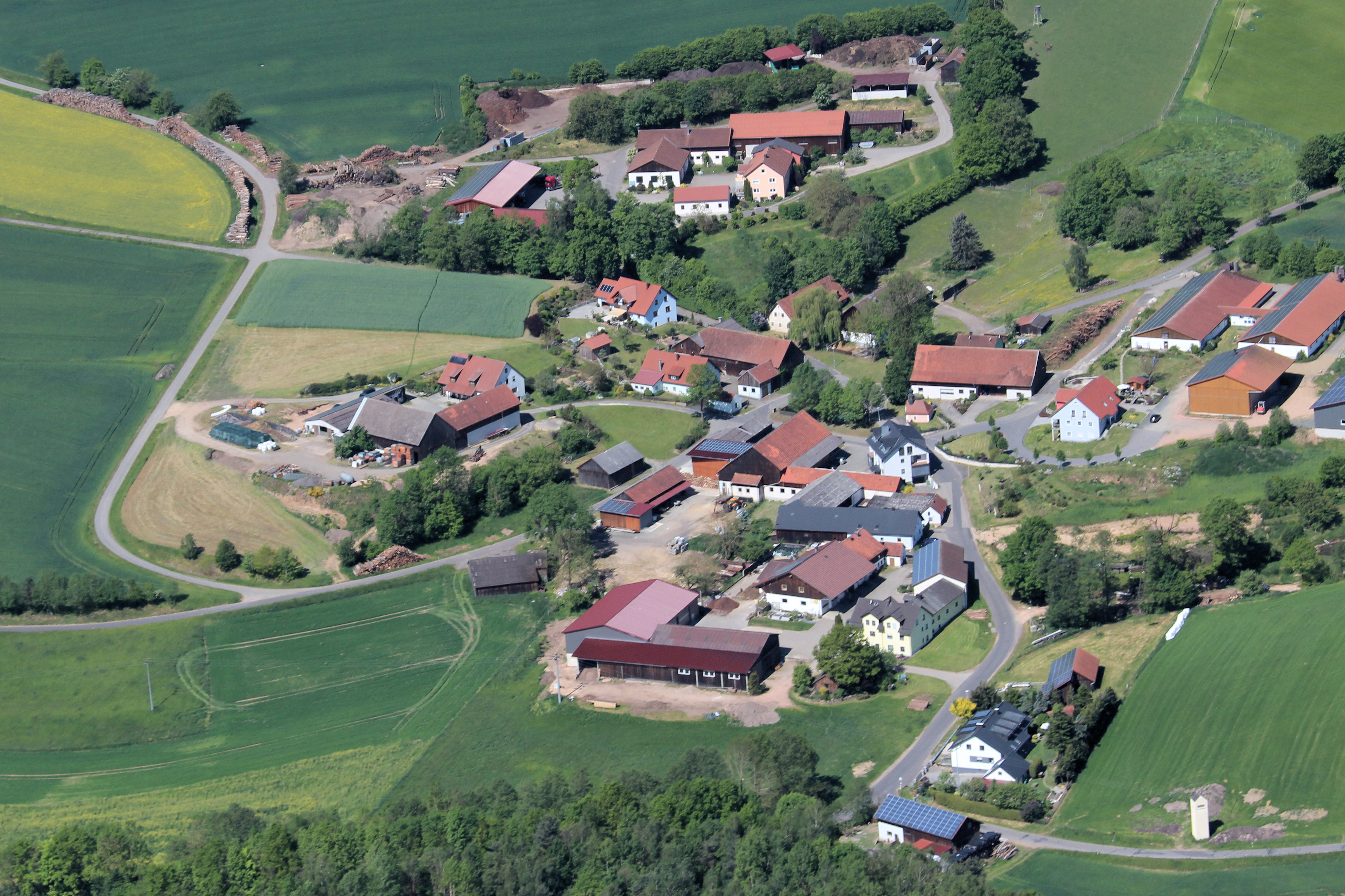
Kötschdorf (2016)

## Geografie
Die Ortschaft Kötschdorf liegt etwa vier Kilometer östlich von Wernberg. Am Dorf geht der Kötschdorfer Bach vorbei, der bei Wohlsbach in den Schilterbach mündet. Diese Mündung des Kötschdorfer Baches war die Grenze des historischen Geleites der Leuchtenberger Landgrafen hin nach Westen zur Kurpfalz.

## Etymologie
Die Ableitung des Ortsnamens führen die Sprachforscher mit dem Suffix „–bnica“ ähnlich wie z. B. für Döllnitz für das bei Wernberg-Köblitz liegende Kötschdorf auf slawische Appellative zurück. Die in den ersten Belegen bezüglich der Lokalisierung unsichere Überlieferung reflektiert offenbar einen Status der Umgestaltung und längeren Entwicklung des mit dem Grundwort „-dorf“ gebildeten Namen, dem offenbar ein slavischer Vorname wie „Chotěvojb“ evtl. auch „Chotěmirb“ usw. zugrunde liegt. Slavische Vornamen mit dem Erstglied „Chot-“ bzw. Personennamen auf „Chot-“ sind in Nordbayern in mehreren Ortsnamen enthalten. Interessant ist in diesem Zusammenhang der Vergleich zum Niederösterreichischen Kotzendorf, das 1106/1108 unter dem Namen „Chozindorf“ erscheint. Die Etymologie leitet den Ortsnamen vom slavischen Personennamen „Chots“ oder „Choteš“ in Verbindung mit dem Beiwort „-dorf“ ab. 1861 wurde die immer wieder wechselnde Ortsbezeichnung einheitlich auf „Kötschdorf“ festgelegt.
Der Einzelhof Zell wurde 1874 aus Kötschdorf ausgesiedelt und neu erbaut. Der Name Zell wird sowohl alleinstehend als auch in Verbindung mit Vorsätzen (z. B. Bayrisch-Zell) häufig verwendet. Die Ableitung kommt ursprünglich aus lat. „celle“ (Hütte).

## Entwicklung
Die ältesten Besiedlungsspuren stellt ein Burgstall östlich vor dem Ortsrand des Dorfes dar. Bei der Ortschaft Kötschdorf soll eine Siedlung Vockenhof gestanden haben, die aber örtlich nicht zugewiesen werden kann.
Die älteste bekannte urkundliche Belegung findet sich 1299 mit „Choetzdorf“ in Regensburg.
In dem für die Siedlungsgeschichte der Oberpfalz bedeutsamen ältesten Leuchtenberger Lehenbuch, das auf 1396/1399 datiert wird, erscheint ein Heinrich Stainer, der den Zehent zu „Kuczendorf“ innehatte. Mit dem Ankauf der Fuchssteinerschen Besitzungen durch die Landgrafen von Leuchtenberg wurde Kötschdorf Kernbereich der Landgrafschaft. Dies wird nicht zuletzt 1671 und 1684 deutlich, als unter den vier gewählten Viertelmeistern der „Landschaft zum Leuchtenberg“ jeweils ein Kötschdorfer genannt wird.
Um die Mitte des 16. Jahrhunderts wurden die Besitzungen der Landgrafen in Kötschdorf mit 9 Höfen und einer Schmiede angegeben. Diese 10 guter zu Kötschdorf wurden auch noch bei den vom letzten Leuchtenberger Landgrafen 1646 hinterlassenen Besitzungen ausgewiesen. Wohl noch als Relikte aus der früheren kirchlichen Zugehörigkeit standen dem Luher Pfarrer um 1590 aus Kötschdorf 19 Kirchenlaib Brot und 14 1/2 Pfennige zu. Zusätzlich bekam er von 6 Äckern am Hackenholz den großen und kleinen Zehent. Das Türkensteueranlagebuch des Amtes Nabburg hatte auch einen Hof in Kötschdorf erfasst. Dort wurden verzeichnet: „Khaitschdorf 1 Hof, 2 Ochsen, 2 Kühe, 5 Rinder, 2 Schweine, Steuer 1 Gulden 14 1/2 Kreuzer“.
In der Ämterorganisation Anfang des 19. Jahrhunderts wurde Kötschdorf der Gemeinde Deindorf und damit dem Bezirksamt Vohenstrauß zugeordnet. Erst Anfang des 20. Jahrhunderts wurde der Ort dann zusammen mit den Gemeinden Deindorf, Woppenhof und Glaubendorf dem Bezirksamt bzw. späteren Landkreis Nabburg einverleibt. In der statistischen Beschreibung des Jahres 1830 wurden für das Dorf Kötschdorf 10 Häuser und 85 Einwohner ausgewiesen. 1860 wurden dann in den Matrikeln des Bistums Regensburg für „Ketschdorf“ 14 Häuser und 83 Seelen genannt.
Im Jahr 1874 entstand etwa 500 Meter nördlich des Ortes ein Aussiedlerhof „Zell“, der jedoch immer zusammen mit der Ortschaft Kötschdorf berichtet wurde.
Die Bevölkerung ging dann im Folgejahrhundert zurück, 1963 wurden nur mehr 48 Einwohner gezählt, dann 1972 58 Einwohner. Zusammen mit Deindorf und Glaubendorf ging Kötschdorf mit der Gebietsreform in der Marktgemeinde Wernberg-Köblitz auf.